# Ловушка Иоффе — Питчарда
Ловушка Иоффе — Притчарда (Конфигурация квадруполей Иоффе) (англ. The Quadrupole-Ioffe Configuration, QUIC) — магнитная ловушка, состоящая из двух квадрупольных катушек и катушки Иоффе, по которым течёт ток в определённом направлении.
Магнитные поля катушки Иоффе и пары квадруполей направлены в противоположных направлениях по оси z, поэтому они почти полностью взаимно нейтрализуются. Если токи во всех катушках одинаковы, то геометрия системы означает существование только одного минимума потенциала.